# رودولفو زيلايا
رودولفو أنطونيو زيلايا غارسيا (بالإسبانية: Rodolfo Zelaya) (مواليد 3 يوليو 1988 في أوسولوتان) لاعب كرة قدم سلفادوري دولي يجيد اللعب في خط الهجوم يلعب مع نادي أليانزا .
لعب لصالح نادي أليانزا السلفادوري منذ 2009 حتى عام 2018 وقع مع نادي الرائد .

## روابط خارجية
- رودولفو زيلايا على موقع الاتحاد الدولي (مؤرشف)  (الإنجليزية)
- رودولفو زيلايا على موقع الدوري الأمريكي (الإنجليزية)
- رودولفو زيلايا على موقع قاعدة بيانات كرة القدم.إي يو (الإنجليزية)
- رودولفو زيلايا على موقع ناشيونال فوتبول تيمز (الإنجليزية)
- رودولفو زيلايا على موقع Soccerway.com (الإنجليزية)
- رودولفو زيلايا على موقع كووورة